# Uniforme de la selección de fútbol de Suiza

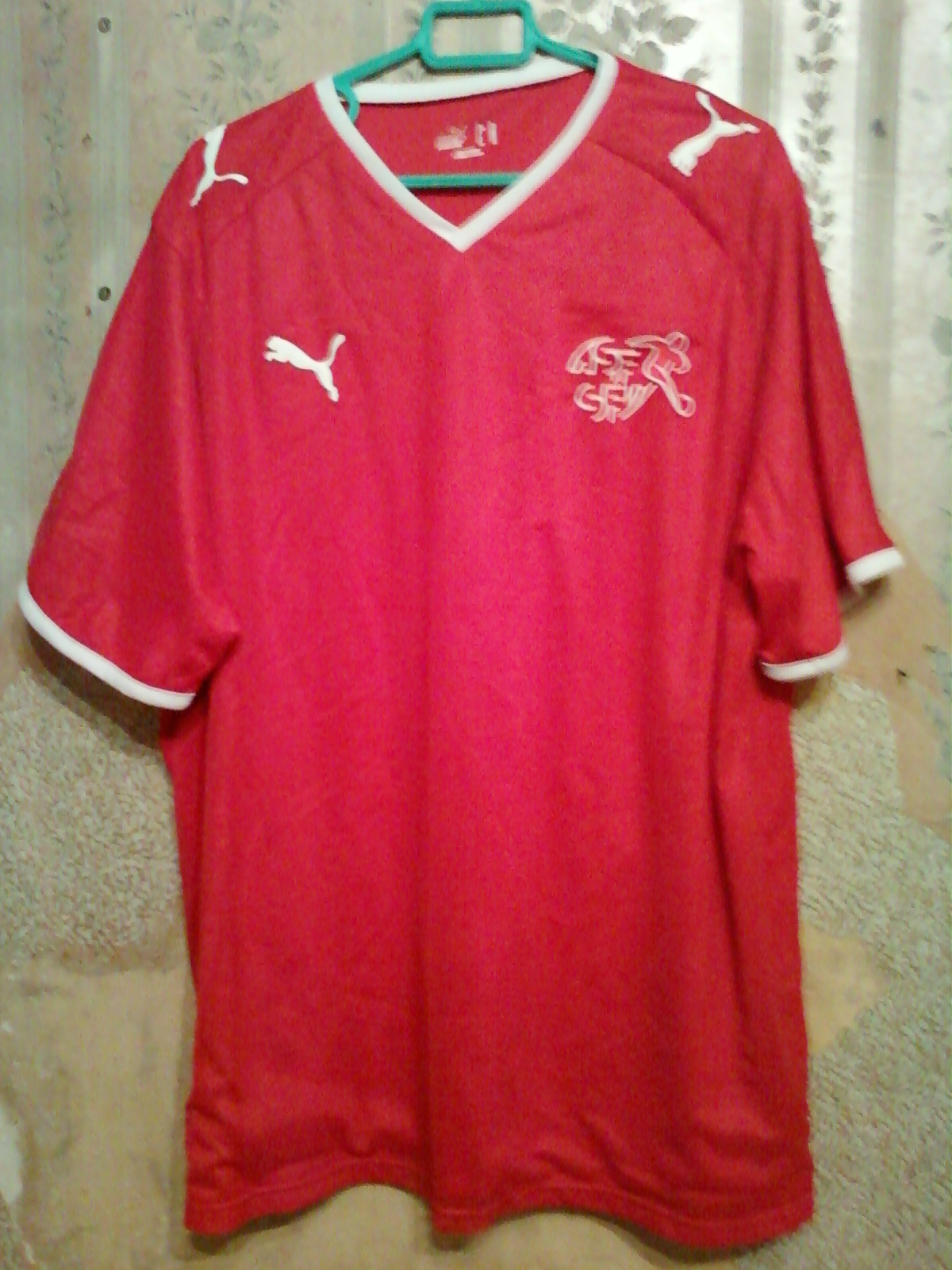
Camiseta usada en 2008 y 2009

La Selección de fútbol de Suiza desde su primer partido en el año 1905 ha mantenido como uniforme oficial los colores rojo y blanco, provenientes de su bandera nacional, mientras que el uniforme de visitante por lo general ha mantenido estos mismos colores pero invertidos. La indumentaria es suministrada por Puma desde 1998.

## Proveedor
| Proveedor | Periodo       |
| --------- | ------------- |
| Adidas    | 1976–1989     |
| Blacky    | 1990–1992     |
| Lotto     | 1992–1998     |
| Puma      | 1998–Presente |

## Uniformes

### Oficial
| 1905-1989 | 1990-1992 | 1994-1996 | 1996-1998 | 1998-1999 | 1999-2000 | 2001 | 2002-2003 |

| 2004-2005 | 2005-2006 | 2006-2008 | 2008-2010 | 2010-2012 | 2012-2014 | 2014-2015 | 2015-2017 |

| 2017-2019 | 2020-2022 | 2022-2023 | 2024-act. |

### Alternativo
| 1905-1989 | 1990-1992 | 1994-1996 | 1996-1998 | 1998-1999 | 1999-2000 | 2001 | 2002-2003 |

| 2004-2005 | 2006-2008 | 2008-2010 | 2010-2012 | 2012-2014 | 2014-2016 | 2016-2018 | 2018-2019 |

| 2019-2021 | 2021-2022 | 2022-2023 | 2024-act. |